# Бузлуджа
Бузлуджа (болг. Бузлуджа) — вершина Балканських гір висотою 1441 м, на території Болгарії, за 12 км на схід від Шипкинського перевалу. Від 1942 року офіційна назва вершини — «Хаджи Димитр».
1868 року на цій вершині в нерівній битві з оттоманськими турками героїчно загинув повстанський загін Хаджи Димитра. 1891 року тут проводився установчий конгрес БСДП (пізніше БКП, нині БСП). У період правління Болгарської комуністичної партії Бузлуджа була «святинею» болгарських комуністів. Нині об'єкти на вершині розграбовано й забуто.

## Битва 1868 року
У ніч з 6 на 7 липня 1868 року 129 борців за звільнення Болгарії з-під османського ярма, на баржі форсували річку Дунай неподалік від Варадинського болота, біля сіл Варадин і Свиштов.
Болгари воювали під командуванням Хаджи Димитра і Стефана Караджа. Після важких боїв з численними турецькими військами і башибузуками, залишки болгарського загону відступили до Балканських гір.
18 липня 1868 року повсталих остаточно оточили на вершині Бузлуджі. Тридцяти четникам Хаджи Димитра протистояли башибузуки казанлицького кирагаси Куртчу Османа з півдня, заптії Сюлейман-аги з заходу і регулярні війська Мехмед-паші з півночі, загальною чисельністю понад 700 осіб. Четники вважали за краще гідну смерть у бою з поневолювачами, а не принизливий полон, і три з половиною години відстрілювалися. Воєвода Хаджи Димитр помер зі словами: «Браття, нехай помремо як болгари!»[джерело?].
Після битви османи затіяли суперечку за уніформу і голови загиблих четників. В результаті Казанлицька група отримала 8 голів, а регулярні турецькі війська з Північної Болгарії — 17 голів. Від четників Хаджи Димитра залишилися: одяг, зброя, підзорна труба і документи воєводи Хаджи Димитра.
Болгари з Казанлика, ризикуючи життям випросили дозвіл на поховання та християнське відспівування обезголовлених, роздягнених і знедолених трупів четників у день святого Іллі.
1873 року видатний болгарський поет і діяч визвольного руху Христо Ботев опублікував у газеті Независимост свою поему «Хаджи Димитр», присвячену геройськіц смерті воєводи.

## Установчий конгрес БСДП
20 липня 1891 року на Бузлуджі за присутності 20 делегатів із міст Велико-Тирново, Габрово, Сливен, Казанлик, Стара-Загора та інших засновано Болгарську соціал-демократичну партію. Головував Дмитро Благоєв. Конгрес прийняв програму і статут партії, взявши за зразок бельгійську соціал-демократичну партію. Цей перший конгрес проводився таємно. Пізніше він увійшов в історію соціалізму і комунізму Болгарії як Бузлуджанський конгрес.
1894 року БСДП об'єднується з Болгарським соціал-демократичним союзом у Болгарську робочу соціал-демократичну партію. 1903 року БРСДП розділяється за ідеологічною ознакою на «широких» і «тісних» соціалістів.
27 травня 1919 року Болгарська робітнича соціал-демократична партія (тісних соціалістів) приймає лінію Леніна і ВКП (б), і перейменовується на Болгарську комуністичну партію (тісних соціалістів).
3 квітня 1990 року Болгарська комуністична партія перейменовується на Болгарську соціалістичну партію і продовжує активну участь у політичному житті Болгарії донині.

## Вершина в 1944—1989 роках

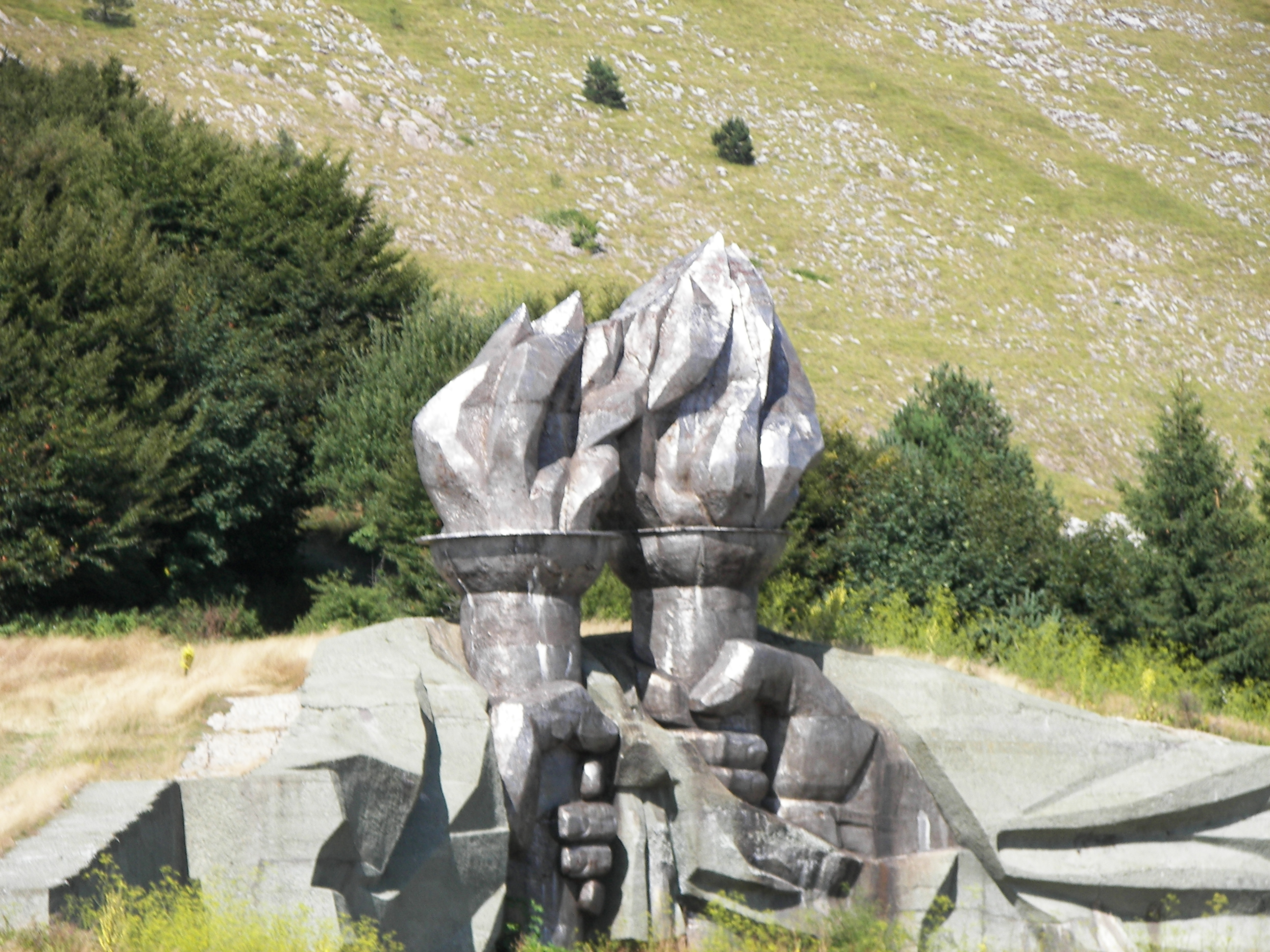
Факельний пам'ятник на вершині

У період правління Болгарської комуністичної партії (9 вересня 1944 — 10 листопада 1989) Бузлуджа вважалася святинею болгарських комуністів. 23 серпня 1981 року на вершині урочисто відкрито величезний будинок-пам'ятник на честь БКП. Будівництво пам'ятника за проєктом архітектора Георгія Стоїлова почалося 1974 році. Витрачено понад 25 млн левів, 16,2 млн з яких — добровільні пожертви простих болгар. Також побудовано громадські дачі, турбази, пам'ятники, асфальтовані дороги і безліч інших інфраструктурних і комунікаційних об'єктів.
На Бузлуджі цілоріч проводилися пишні культмасові заходи:
- прийом у піонери, в комсомол[ru], в кандидати і члени БКП;
- святкування річниці 9 вересня (прихід БКП до влади 1944 року), 23 вересня (1923 року за вказівкою Комінтерну комуністи підняли в Болгарії так зване Вересневе соціалістичне повстання) та інші пам'ятні для комуністів дати;
- святкування досягнень соціалізму в Болгарії: успіхів бригадирського руху, успіхів у трудових-кооперативних землеробських господарствах тощо;
- святкування досягнень соціалізму і комуністичного руху в усьому світі — успіхи Комінтерну, успіхи в соціалістичній боротьбі за мир і так далі.

Під час кожного святкування БКП організовувала для жителів і гостей безплатне підвезення автобусами з міст Габрово, Стара Загора і Казанлик. Під час свят на самій вершині розташовувалися численні кіоски, де продавалися скара (барбекю), біра (пиво), безалкогольні напої, шоколад тощо, причому ціни були значно нижчими, ніж у звичайних магазинах.

## Вершина нині

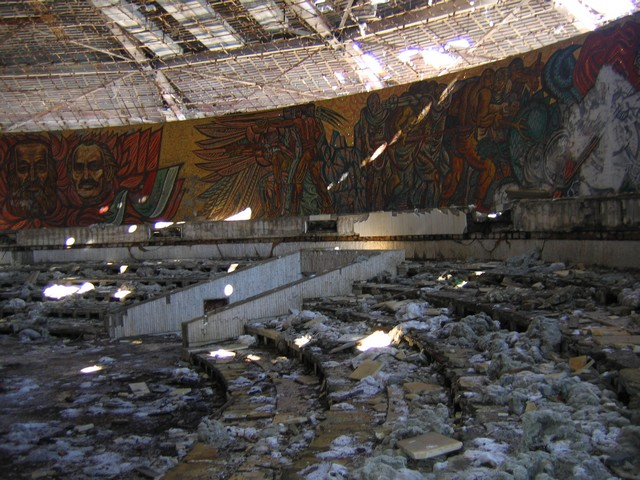
Урочистий зал після розграбування будинку-пам'ятника

Будинок-пам'ятник БКП повністю розграбовано: вкрадено всі кабелі електромережі і всі елементи зовнішнього і внутрішнього декоративного облицювання, яке складалося з мармуру, граніту, лабрадору, золота, срібла, бронзи та інших цінних каменів і металів. Більшість пам'ятників і комунікацій на вершині також знищено з метою грабежу, а дачі та турбази продано приватним особам і фірмам.
Після розграбування пам'ятника зірки́ на пілоні Бузлуджі запалювалися лише один раз. Це сталося 2011 року, коли, всупереч забороні обласної влади, молодіжна соціалістична організація встановила у башті потужні прожектори.

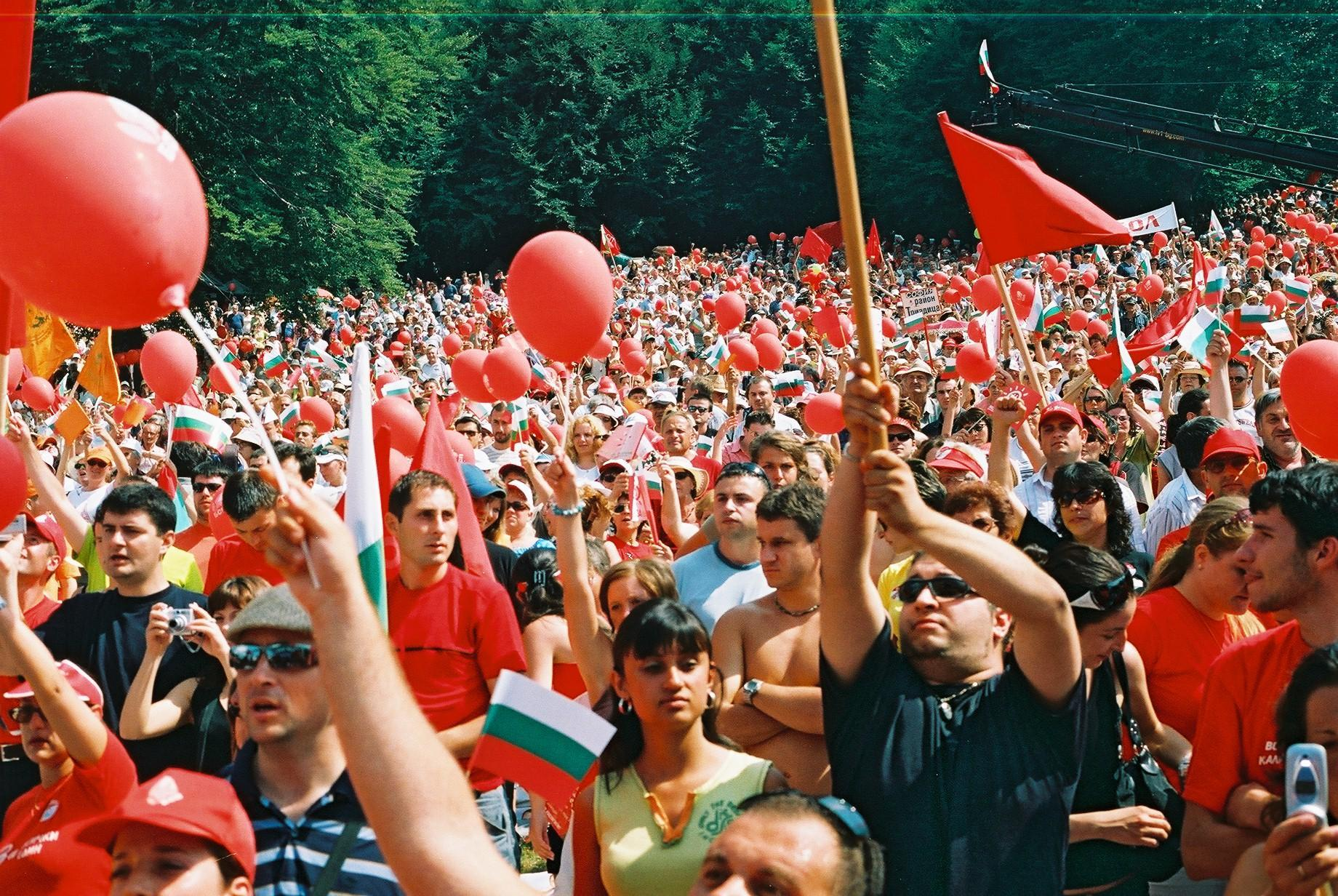
Бузлуджа, 2005 рік

Болгарська соціалістична партія щорічно відзначає тут 20 липня і дуже пишається своєю багаторічною історією. Соратники і симпатики комуністичної і соціалістичної партій і організацій у Болгарії і нині проводять тут свої свята.
Болгарські любителі історії і патріоти відзначають на Бузлуджі річницю битви 1868 року. Щороку 18 липня вони проводять історичну реконструкцію бою загону Хаджи Димитра з османськими військами.

## У культурі
Місце знімання кліпу на пісню «Vihaan kyllästynyt» фінської гурту Haloo Helsinki! (з альбому Kiitos ei ole kirosana); «Riddles» гурту Kensington; «Irony. Utility. Pretext.» гурту Algiers ; «Nights With You» співачки MØ.
Також будинок-пам'ятник «Бузлуджа» фігурує у фільмі «Механік: Воскресіння» як військова база з підводними човнами одного з героїв (Макс Адмс, роль зіграв Томмі Лі Джонс). У фільмі будівлю представлено відновленою, зокрема із внутрішнім оздобленням.